# Едмундо П'яджо
Едму́ндо П'я́джо (ісп. Edmundo Piaggio, 3 жовтня 1905, Ланус — 27 липня 1975, Ланус) — аргентинський футболіст, що грав на позиції захисника.
Виступав за клуби «Ланус» та «Бока Хуніорс», а також національну збірну Аргентини, у складі якої 1930 року був учасником першого чемпіонату світу.

## Клубна кар'єра
У дорослому футболі дебютував 1927 року виступами за команду клубу «Ланус», в якій провів чотири сезони, взявши участь у 111 матчах чемпіонату. Більшість часу, проведеного у складі «Лануса», був основним гравцем захисту команди.
Своєю грою за цю команду привернув увагу представників тренерського штабу клубу «Бока Хуніорс», до складу якого приєднався 1932 року. Відіграв за команду з Буенос-Айреса наступні три сезони своєї ігрової кар'єри. Граючи у складі «Бока Хуніорс» також здебільшого виходив на поле в основному складі команди.
Завершив професійну ігрову кар'єру у клубі «Ланус», у складі якого й починав шлях у футболі, провівши у його складі дві гри 1935 року.
Помер 27 липня 1975 року на 70-му році життя у місті Ланус.

## Виступи за збірну
Викликався до лав національної збірної Аргентини. Зокрема був включений до її заявок для участі у домашньому для аргентинців чемпіонату Південної Америки 1929 року, а також у першому чемпіонаті світу, що проходив 1930 року в Уругваї. На першому з цих турнірів аргентинці стали континентальними чемпіонами, а на другому здобули «срібло». Проте на жодному з них П'яджо на поле не виходив.

## Титули і досягнення
- Віце-чемпіон світу: 1930